# Hannelore Meincke
Hannelore Meincke (* 17. Februar 1948 in Cammin) ist eine ehemalige deutsche Volleyballspielerin.
Hannelore Meincke war vielfache DDR-Nationalspielerin. Sie nahm 1976 an den Olympischen Spielen in Montreal teil und belegte den sechsten Platz. Hannelore Meincke spielte für den SC Traktor Schwerin und wurde mehrfach DDR-Meister. Außerdem gewann sie 1975 den Europapokal der Pokalsieger und 1978 den Europapokal der Landesmeister.